# Amadeo de Souza-Cardoso
Amadeo de Souza-Cardoso (n. 14 noiembrie 1887, Mancelos⁠(d), Districtul Porto, Portugalia – d. 25 octombrie 1918, Espinho, Districtul Aveiro, Portugalia) a fost un pictor portughez modernist, precursor al curentelor de avangardă artistică.

## Biografie

### Educație, studii
Amadeo de Souza-Cardoso s-a născut în anul 1887 în Manhufe, în apropierea orașului Amarante. După terminarea liceului în Amarante, frecventează Academia de Belle-Arte din Lisabona și - în același timp - un curs de arhitectură. Își întrerupe însă studiile și, în 1906 pleacă la Paris, instalându-se în cartierul Montparnasse. În Paris vizitează mai multe ateliere, printre care "Academia Viti" a pictorului spaniol Anglada Camarasa, și se pregătește pentru a fi admis la Académie des Beaux-Arts pariziană, hotărît să se dedice în exclusivitate picturii. În această primă perioadă realizează diverse caricaturi și unele picturi marcate prin caracterul lor naturalist sau impresionist. Face cunoștință cu pictorul Amedeo Modigliani, de care îl va lega o trainică prietenie.

### Ani la Paris, Armory Show
În 1910 petrece câteva luni la Bruxelles, iar în 1911 expune pentru prima dată, la Salon des Indépendants, în Paris, alăturându-se grupului avangardist format din Alexander Archipenko, Juan Gris, Constantin Brâncuși, Robert Delaunay, și alții, mulți dintre ei fiind parte a celebrului grup Section D'or.
În 1912 publică un album cu 20 de desene și, "cu răbdarea unui benedictin" - cum spune el însuși - realizează ilustrațiile pentru povestirea lui Gustave Flaubert, ”La légende de Saint Julien l'Hospitalier.”
După ce participă cu opt tablouri la o expoziție organizată în 1913 la Armory Show în New York City, în Statele Unite, se întoarece în Portugalia și, în același an, expune în Lisabona, Porto, precum și în Germania, la Berlin în galeria "Der Sturm".

### În Portugalia
În Portugalia operele sale sunt aspru criticate, de unii chiar ridiculizate, ceea ce duce la confruntări fizice între detractorii și apărătorii artei moderne. În 1914 se întâlnește la Barcelona cu Antonio Gaudí, și apoi pleacă la Madrid, unde îl surprinde izbucnirea Primului Război Mondial. Pe toată durata războiului rămâne în Portugalia, țară neutră, instalându-se în Porto împreună cu Lucia Pecetto, pe care o cunoscuse în Paris încă din 1908. Pictează neobosit în atelierul său din Casa do Ribeiro și întreține relații de prietenie cu Eduardo Viana, Almada Negreiros și Robert Delaunay. De la acesta din urmă preia dispunerea nuanțelor de culori în cercuri suprapuse ("Cap de femeie"), caracteristică orfismului. În 1916 organizează la Porto o expoziție personală cu 114 tablouri, întitulată "Abstracționism", care va fi prezentată și în Lisabona.
La 25 octombrie 1918, Amadeo de Souza-Cardoso moare la Espinho, în vârstă de numai 31 de ani, în urma epidemiei de gripă spaniolă care bântuia Europa.
În 1925, în Franța se organizează o expoziție retrospectivă cu 150 tablouri ale sale. Zece ani mai târziu, în Portugalia se instituie un premiu pentru distincția pictorilor moderniști, cu numele de Premiul Souza-Cardoso. În 1953, biblioteca orășenească din Amarante a primit numele său.

### Artist valoros, dar neglijat
Arta lui Amadeo de Souza-Cardoso, precursor în multe privințe al diverselor tendințe din pictura modernă, a avut dificultăți în a fi recunoscută. Chiar și în zilele noastre este încă un artist neglijat, numele său este greu de găsit în multe din lexicoanele de specialitate.

## Galerie

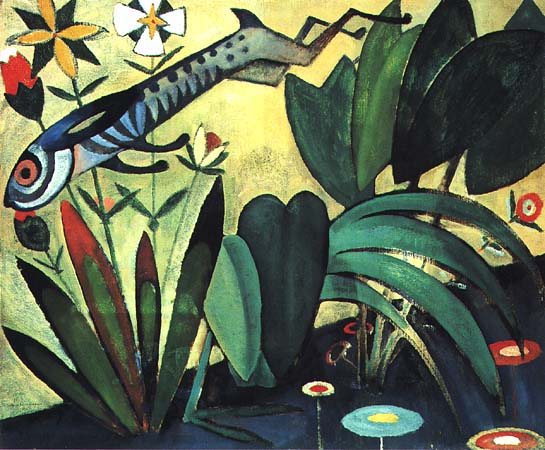
Saltul iepurelui - 1911
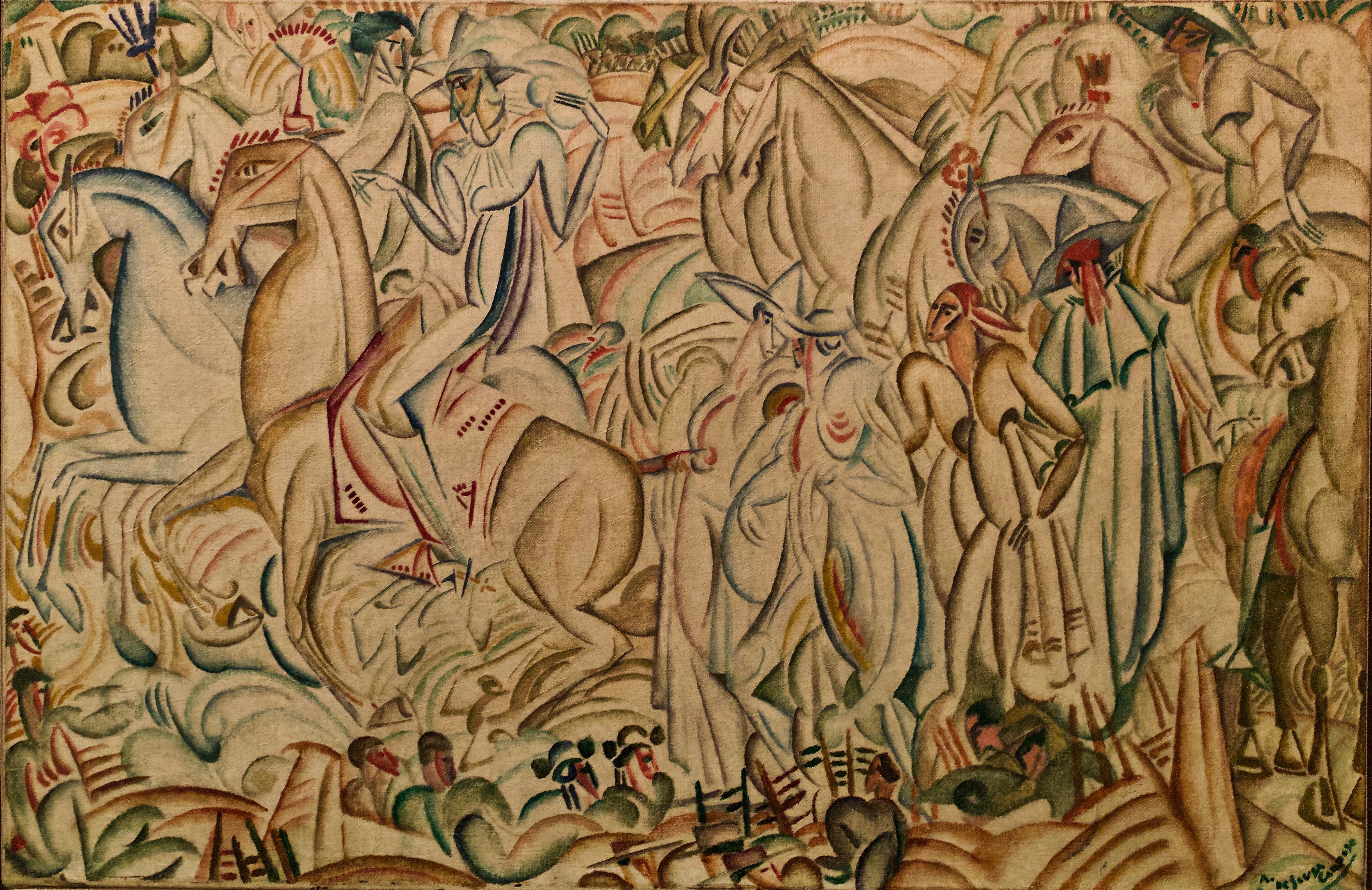
Înaintea luptei cu taurul - 1911
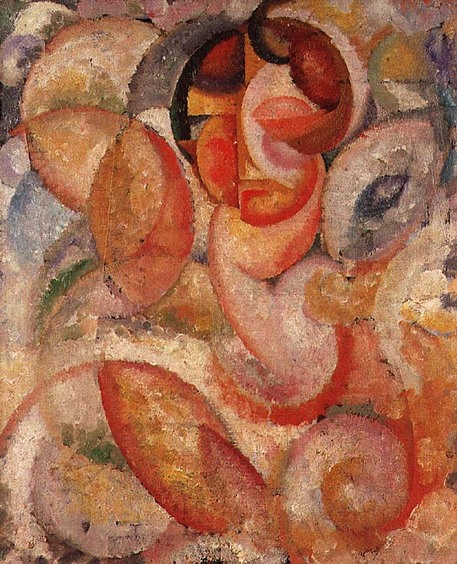
Cap de femeie – 1913
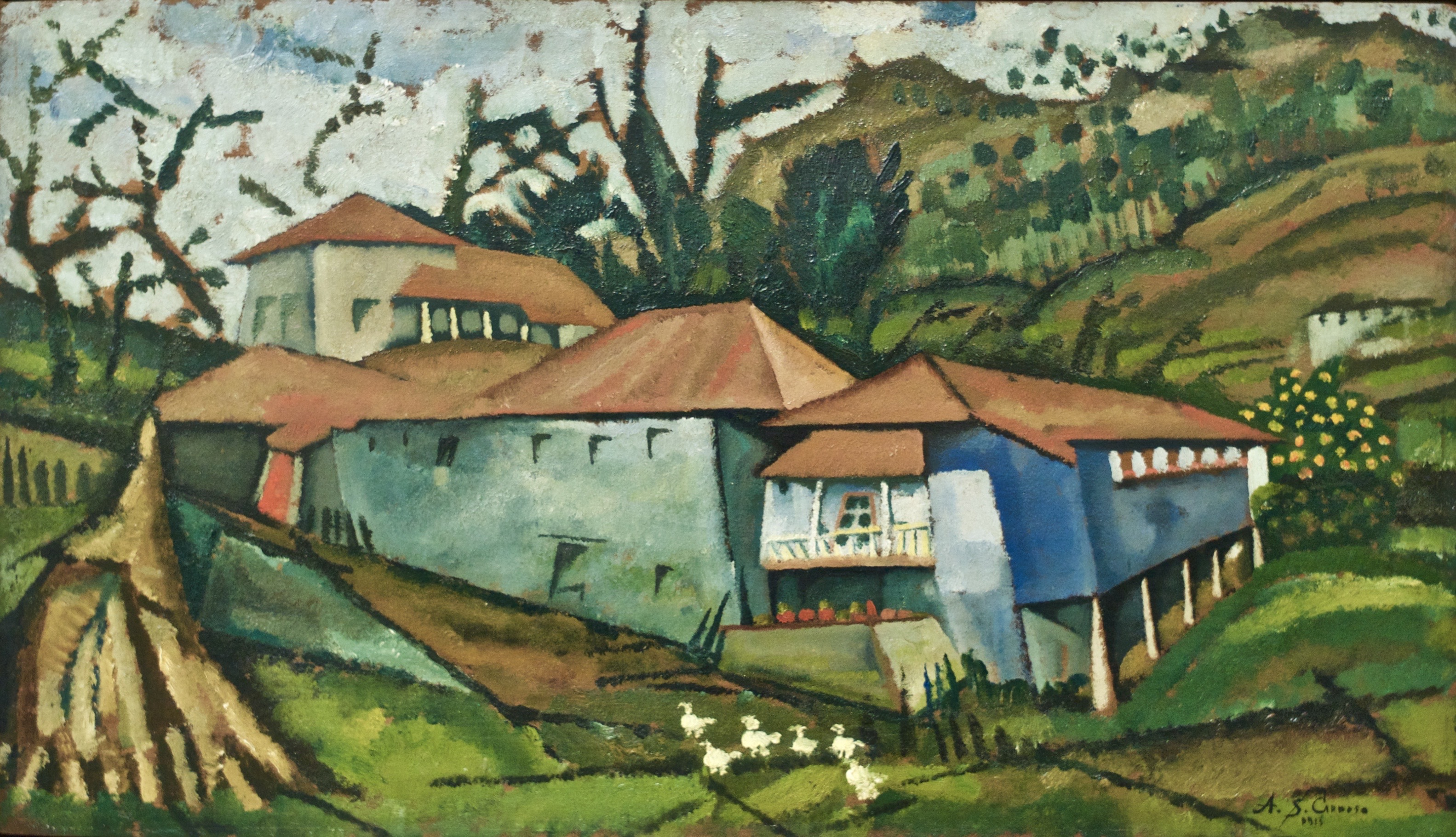
Mica casă de lângă râu - 1913
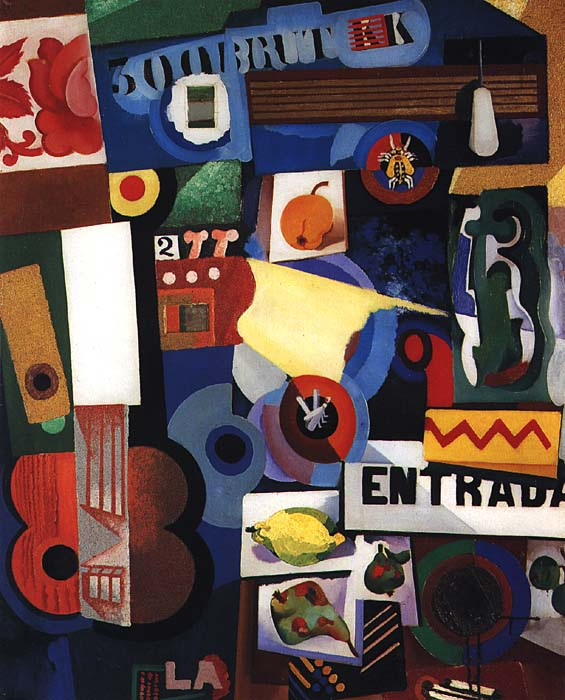
Entrada - 1917
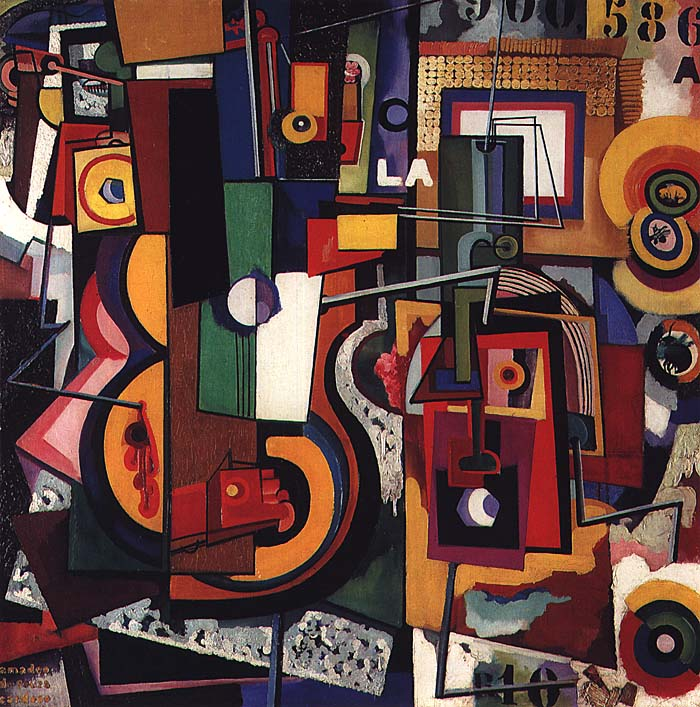
Pictură - 1911